# Літак радіоелектронної боротьби

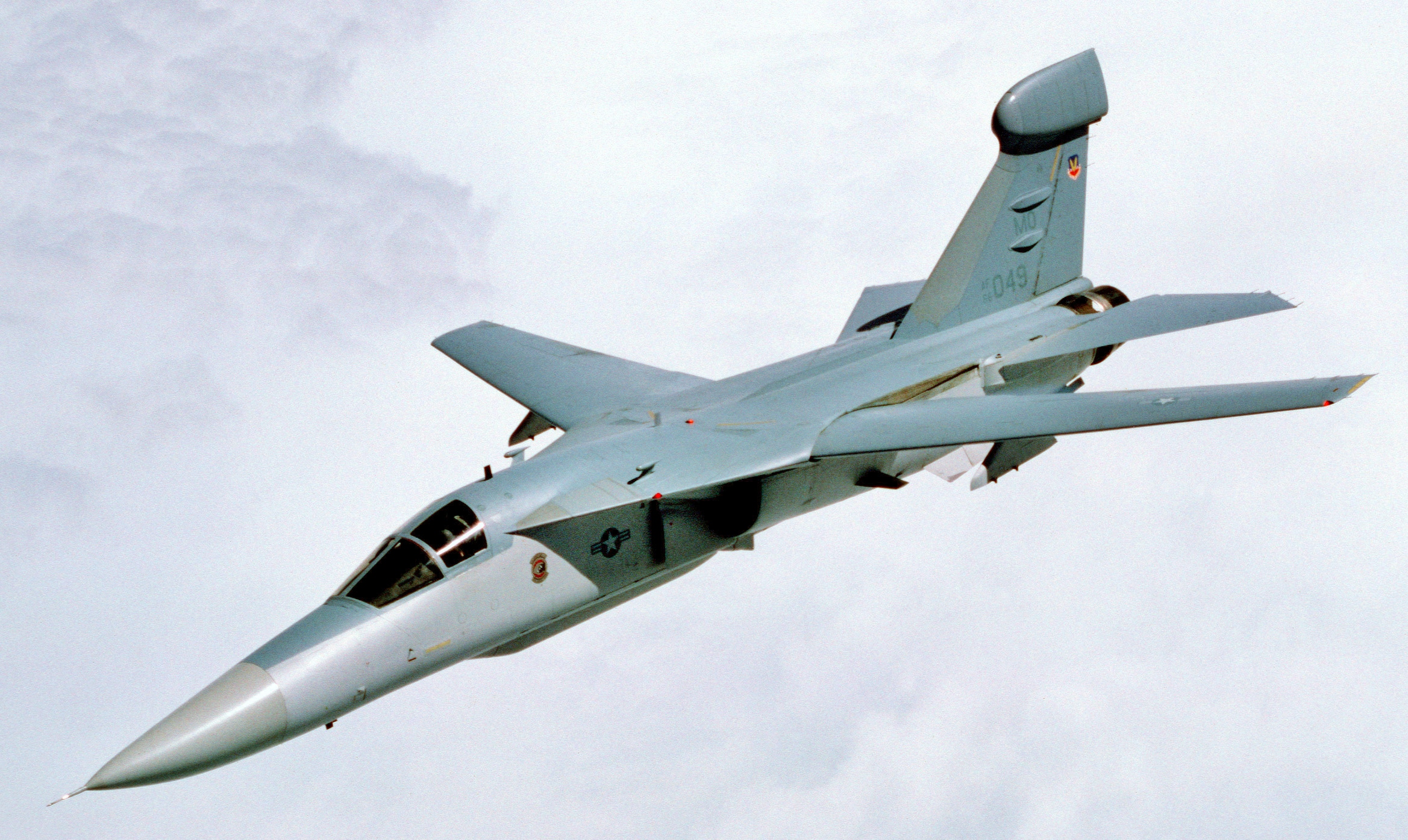
Американський літак РЕБ EF-111A «Рейвен», створений на базі бомбардувальника F-111

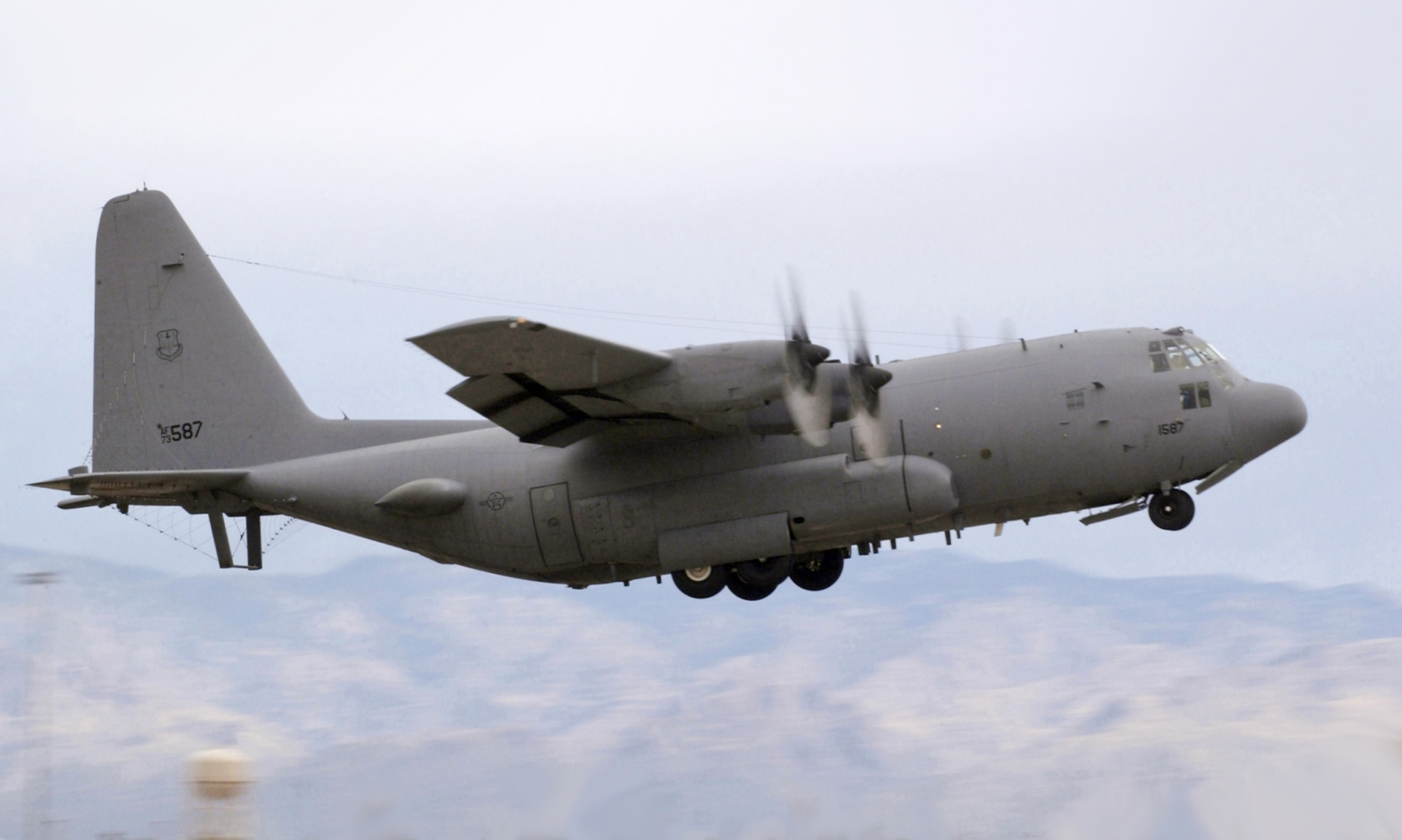
Американський літак радіоелектронної розвідки Lockheed EC-130H Compass Call

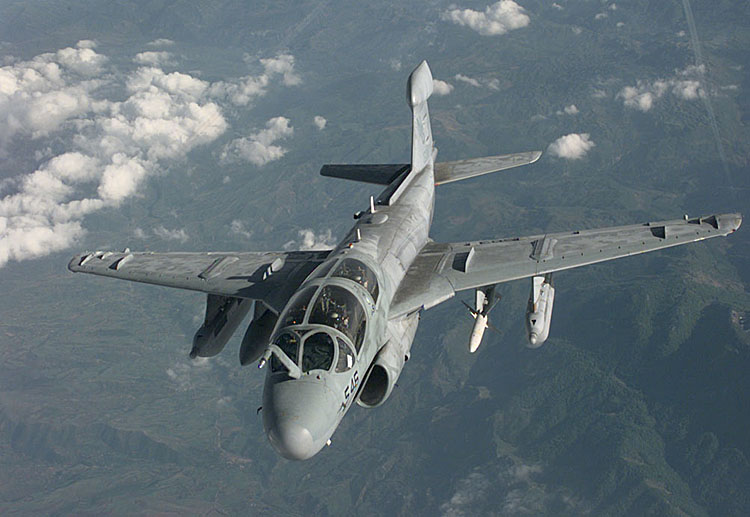
EA-6B Prowler — літак радіоелектронної боротьби, що використовувався ВМС США до 2018 року

Літак радіоелектронної боротьби або літак РЕБ — різновид військового літака, літальний апарат, призначений для придушення засобів радіоелектронної розвідки, наведення, прицілювання і забезпечення противника, для чого оснащується різними складними системами виявлення, аналізу та протидії. У складі екіпажу такого літака обов'язково є оператор РЕБ (радіоелектронної боротьби), або РЕП — радіоелектронної протидії.

## Літаки радіоелектронної боротьби світу
- Embraer R-99A/E-99/EMB
- IAI 202B Arava
- Shenyang J-16D
- Shaanxi Y-8EW
- Ан-12БК-ІС
- Іл-22ПП
- Ту-16РМ-2
- Як-28ПП
- Мі-8ППА
- / Tornado ECR
- // NH90 TTH
- General Dynamics/Grumman EF-111A Raven
- Boeing EA-18G Growler
- Grumman EA-6 Prowler
- Lockheed EC-130H Compass Call
- Douglas EF-10B Skyknight
- Kawasaki EC-1